# Distretto di Chukha
Chukha è uno dei 20 distretti (dzongkhag) che costituiscono il Bhutan. Il distretto appartiene al dzongdey occidentale.

## Municipalità
Il distretto consta di undici gewog:
- gewog di Bjacho
- gewog di Bongo
- gewog di Chapcha
- gewog di Dala
- gewog di Dungna
- gewog di Geling
- gewog di Getena
- gewog di Logchina
- gewog di Metakha
- gewog di Phuentsholing
- gewog di Sampheling